# Tahsin Yazıcı
Tahsin Yazıcı (* 1892 in Bitola, Mazedonien (im Osmanischen Reich); † 1970 in Ankara, Türkei) war ein türkischer General und Politiker.

## Leben
1912 absolvierte Yazıcı die Offiziersschule. Später nahm er am Ersten Weltkrieg teil und kämpfte im türkischen Befreiungskrieg. 1949 wurde er zum Brigadegeneral befördert. Im Oktober 1950 nahm er mit der 5.000-köpfigen Türkischen Brigade auf der Seite der USA am Koreakrieg teil. Während des Koreakrieges wurde er zum Generalmajor befördert.
Im November 1951 kehrte er in die Türkei zurück und im folgenden Jahr trat er in den Ruhestand. Von 1954 bis 1960 war er als Abgeordneter der Demokrat Parti im Parlament als Politiker tätig. Nach dem Militärputsch am 27. Mai 1960 wurde er zu fünf Jahren Haft verurteilt, doch dank eines Begnadigungsgesetzes kam er wieder frei.